# Alston Wise
Joseph Alston Wise (Winnipeg, 29 oktober 1904 - Vancouver, 23 september 1984) was een Canadese ijshockeyspeler. 
Wise won met de Winnipeg Hockey Club in 1931 het Amateurkampioenschap van Canada de Allan Cup. Vanwege deze overwinning was de Winnipeg Hockey Club de Canadese afvaardiging richting de Olympische Winterspelen 1932. Wise speelde mee in vijf wedstrijden en trof hierin tweemaal doel. Wise won met de Canadese ploeg de gouden medaille.